# Eurovisiesongfestival 1991
Het Eurovisiesongfestival 1991 was het zesendertigste Eurovisiesongfestival en vond plaats op 4 mei 1991 in Rome, Italië. Het programma werd gepresenteerd door Gigliola Cinquetti en Toto Cutugno, beiden ooit winnaar voor Italië. Van de 22 deelnemende landen won Zweden met het nummer Fångad av en stormvind, uitgevoerd door Carola. Dit lied kreeg 146 punten, 11,4% van het totale aantal punten en 57,9% van de maximale score. Met 146 punten werd Frankrijk tweede omdat zij minder maal 10 punten hadden ontvangen. Israël eindigde op de derde plaats met 139 punten.
Rome was niet de eerste keuze geweest voor dit songfestival. Aangezien het Eurovisiesongfestival gebaseerd is op het San Remo festival, was het de bedoeling om het ook in San Remo te houden. Echter, uit veiligheidsoverwegingen (de Golfoorlog) werd besloten om het songfestival in Rome te houden.
Nederland deed niet mee aan het festival, omdat het samenviel met Nationale Dodenherdenking. Door de vrijgekomen plaats kon de EBU een lang gekoesterde wens van Malta vervullen om weer mee te doen aan het songfestival. Aanvankelijk zou deze toelating van tijdelijke aard zijn, maar in 1992 werd besloten dat Malta gewoon mee kon blijven doen, ondanks de terugkeer van Nederland.

## Puntentelling

### Stemstructuur
Net als vorig jaar werden in de nationale jury punten toegekend aan elk liedje. Het liedje met het meest aantal stemmen, kreeg twaalf punten. De tweede keus kreeg tien punten en de derde plaats tot en met tiende plaats kregen acht tot en met één punten. Stemmen op het eigen land is niet toegestaan.

### Score bijhouden
Er was geen fysiek scorebord aanwezig in de zaal, maar werd gebruikgemaakt van een videoprojectie.
De landen stonden in het Engels op het overzicht.
Voor de naam was de vlag te zien.
Achter elk land stond het totaal aantal punten.
De gegeven punten werden zichtbaar gemaakt door ze achter de landnaam, voor de totaalscore, neer te zetten in een zwarte cirkel. Die landnamen en de balk waarin ze stonden veranderden van kleur.
De gegeven punten werden gelijk bij het totaal van het land opgeteld.
De presentatoren stonden op het podium.
Het land dat de punten aan het doorgeven was, was herkenbaar doordat de vlag voor de landnaam wapperde.
Tussen het bellen door verschenen af en toe de acht hoogst scorende landen apart in beeld.
Tijdens het doorgeven van de punten was het scoreoverzicht niet de hele tijd in beeld. Terwijl de stemmen gegeven werden, kwamen beelden van de presentatoren, de green room en de hokjes waar de commentatoren zaten de huiskamer binnen.

### Stemmen
Het bellen van de landen ging op volgorde van deelname.
Het geven van de punten gebeurde in volgorde van laag naar hoog.
De vertegenwoordiger van het land noemde het land en het aantal punten in het Engels of Frans.
Een van de presentatoren herhaalde dit in de taal waarin de punten gegeven werden
waarna de collega beide gegevens in de andere taal herhaalde. Tot slot herhaalde de eerste presentator de punten en het land in het Italiaans.
Daarbij werd zowel in het Engels als het Frans points gebruikt.

### Beslissing
Dit songfestival zal om twee redenen herinnerd worden: de uiterst spannende puntentelling an sich en de bijna gênante vertoning van Toto Cutugno tijdens die puntentelling. Doordat noch Gigliola noch Toto een basisniveau Engels had, werd het hele songfestival al in het Italiaans gepresenteerd. Dat ging nog goed, tot aan de puntentelling: in drie talen moesten de presentatoren ploeteren door de namen van de landen in het Italiaans, Engels en Frans. Het werd een drama. Toto Cutugno moest meermaals de EBU-vertegenwoordiger Frank Naef om hulp vragen de landennamen te vertalen en om de punten van de landenvertegenwoordigers aan de andere kant van de telefoonlijnen te herhalen.
Ondanks de regelmatige babylonische spraakverwarring, was de puntentelling zelf uitermate spannend. In het begin waren het Israël en Spanje die om de eerste plaats streden, nauw gevolgd door Frankrijk, Zweden, Malta en Zwitserland. Halverwege de puntentelling echter vielen Malta en Zwitserland af en op ongeveer driekwart ook Spanje. Het zou uiteindelijk tussen Zweden, Frankrijk en Israël gaan.
Bij de laatste stemronde (van Italië) lag Zweden slechts 7 punten voor op Israël en 12 punten op Frankrijk. Punt na punt werd vergeven door Rome, maar er ging geen enkel punt naar de drie landen die bovenaan stonden – totdat de 12 punten aan Frankrijk gegeven werden en een gelijke stand ontstond. Zweden en Frankrijk hadden elk 146 punten en Israël 139 punten.
Opnieuw ontstond er commotie in de zaal en spookte even het scenario van 1969 (met vier winnaars) door het hoofd van velen. Frank Naef werd echter weer door Toto Cutugno ter uitleg geroepen en deze legde uit dat bij een gelijke stand gekeken zou worden naar welk land de meeste topscores (12 punten) had behaald. Aangezien beide landen even vaak 12 punten hadden gekregen (allebei vier keer), werd er gekeken naar het aantal malen 10 punten. Met een 5-2-voordeel werd de Zweedse Carola met haar up-tempo Fångad av en stormvind tot winnares uitgeroepen. Opvallend genoeg stond Zweden al op het scorebord als winnaar te knipperen terwijl de delegaties in de 'green room', de presentatoren en sommige commentatoren kennelijk niet wisten hoe de winnaar bij een gelijke eindstand wordt bepaald.

### Resultaat
| Plaats | Land                | Artiest                                    | Titel                                     | Punten |
| ------ | ------------------- | ------------------------------------------ | ----------------------------------------- | ------ |
| 1      | Zweden              | Carola Häggkvist                           | Fångad av en stormvind                    | 146    |
| 2      | Frankrijk           | Amina                                      | C'est le dernier qui a parlé qui a raison | 146    |
| 3      | Israël              | Duo Datz                                   | Kan                                       | 139    |
| 4      | Spanje              | Sergio Dalma                               | Bailar pegados                            | 119    |
| 5      | Zwitserland         | Sandra Simó                                | Canzone per te                            | 118    |
| 6      | Malta               | Paul Giordimaina & Georgina Abela          | Could it be                               | 106    |
| 7      | Italië              | Peppino di Capri                           | Comme è ddoce 'o mare                     | 89     |
| 8      | Portugal            | Dulce Pontes                               | Lusitana Paixao                           | 62     |
| 9      | Cyprus              | Elena Patroklou                            | S.O.S.                                    | 60     |
| 10     | Ierland             | Kim Jackson                                | Could it be that I'm in love?             | 47     |
| 10     | Verenigd Koninkrijk | Samantha Janus                             | A message to your heart                   | 47     |
| 12     | Turkije             | İzel Çeliköz, Reyhan Karaca & Can Uğurluer | Iki dakika                                | 44     |
| 13     | Griekenland         | Sophia Vossou                              | I anixi                                   | 36     |
| 14     | Luxemburg           | Sarah Bray                                 | Un baiser volé                            | 29     |
| 15     | IJsland             | Stefán & Eyfi                              | Nina                                      | 26     |
| 16     | België              | Clouseau                                   | Geef het op                               | 23     |
| 17     | Noorwegen           | Just 4 Fun                                 | Mrs. Thompson                             | 14     |
| 18     | Duitsland           | Atlantis 2000                              | Dieser Traum darf niemals sterben         | 10     |
| 19     | Denemarken          | Anders Frandsen                            | Lige der hvor hjertet slår                | 8      |
| 20     | Finland             | Kaija                                      | Hullu yö                                  | 6      |
| 21     | Joegoslavië         | Bebi Dol                                   | Brazil                                    | 1      |
| 22     | Oostenrijk          | Thomas Forstner                            | Venedig im Regen                          | 0      |

## Deelnemers

### Terugkerende artiesten
| Land       | Artiest                                    | Plaats | Eerdere deelname                     | Plaats toen |
| ---------- | ------------------------------------------ | ------ | ------------------------------------ | ----------- |
| IJsland    | Stefán Hilmarsson (deel van Stefán & Eyfi) | 15     | IJsland 1988 (deel van Beathoven)    | 16          |
| Noorwegen  | Eiríkur Hauksson (deel van Just 4 Fun)     | 17     | IJsland 1986 (deel van ICY)          | 16          |
| Noorwegen  | Hanne Krogh (deel van Just 4 Fun)          | 17     | Noorwegen 1971                       | 17          |
| Noorwegen  | Hanne Krogh (deel van Just 4 Fun)          | 17     | Noorwegen 1985 (deel van Bobbysocks) | 1           |
| Oostenrijk | Thomas Forstner                            | 22     | Oostenrijk 1989                      | 5           |
| Zweden     | Carola                                     | 1      | Zweden 1983                          | 3           |

Elena Patroclou was in '83, '87 en '89 backing vocal voor Cyprus.

### Terugkerende landen
- Malta

### Terugtrekkende landen
- Nederland: op de dag van het Songfestival is in Nederland de Nationale Dodenherdenking.

### Kaart

Deelnemende landen
Landen die al meegedaan hebben maar niet meedoen